# De Gouden Ham

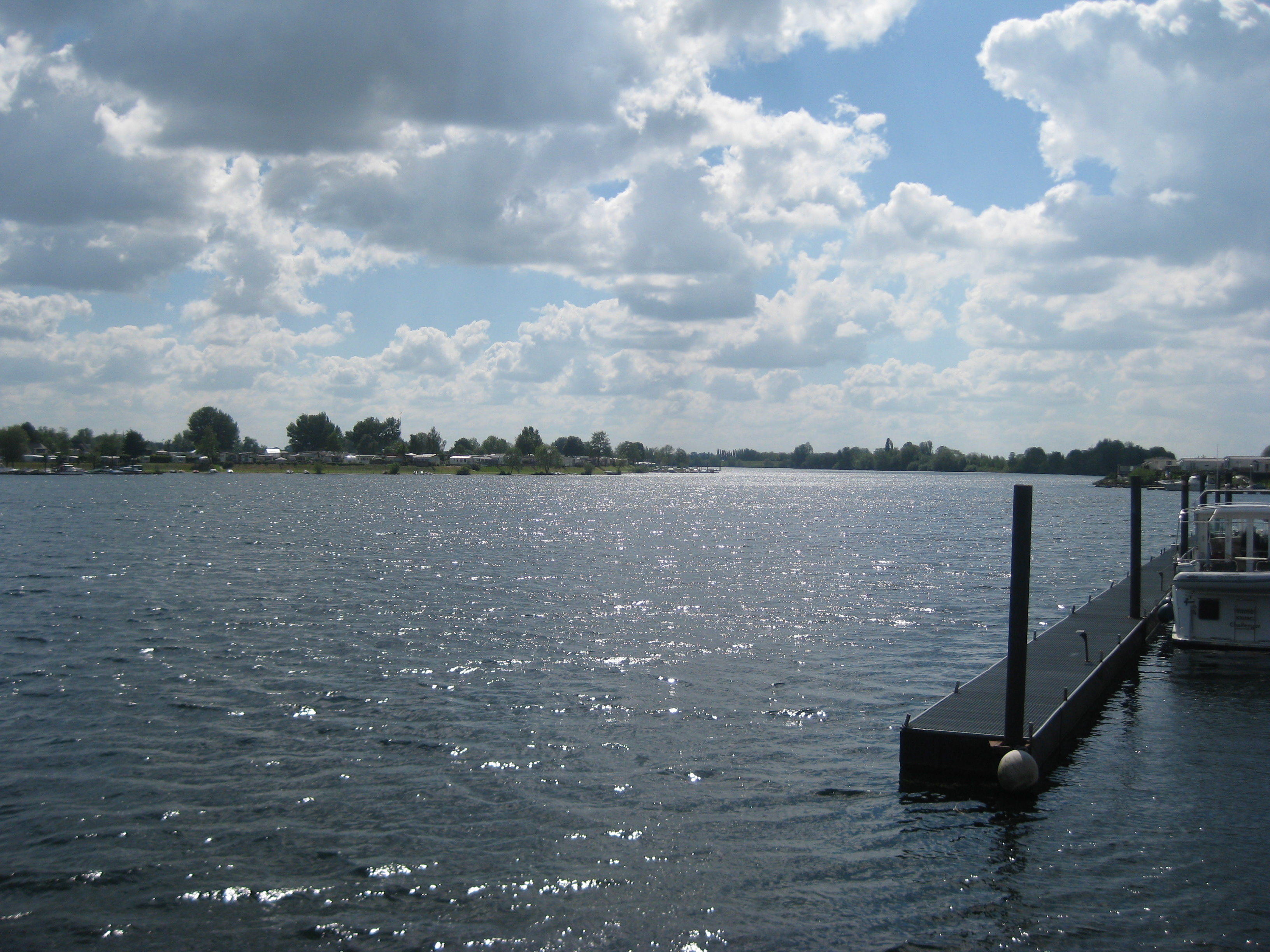
De Gouden Ham

De Gouden Ham is een recreatiegebied ontstaan door de winning van zand tussen 1960 en 1980. Langs deze recreatieplas zijn campings, stranden, jachthavens en watersportmogelijkheden. De Plas ligt aan de Maas nabij Maasbommel tussen kilometerpaal 192 en 193.